# صهيون

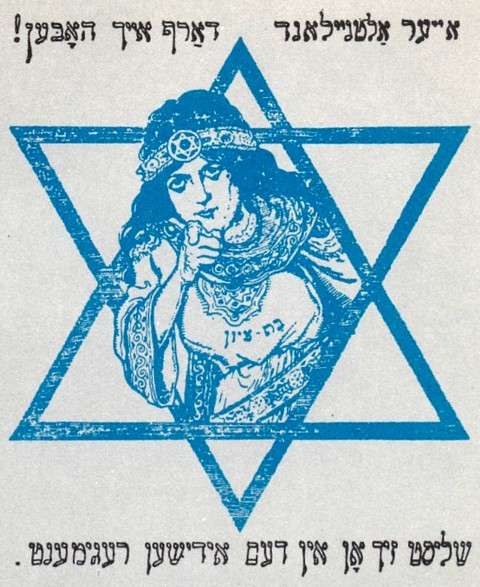
إعلان نشر في المحلات اليهودية-الأمريكية خلال الحرب العالمية الأولى، تظهر في الصورة بنت صهيون والتي تمثل الشعب اليهودي وهي تدعو اليهود المشتتين بلغة الياديش "أريد أرضكم القديمة الجديدة. انضموا للفوج اليهودي العسكري"

صِهْيَون (بالعبرية: צִיּוֹן ومعناها الحصن)، هو اسم مكان عبري في الكتاب المقدس يشير إلى أحد التلين اللذان بنيت عليهما مدينة أورشليم (القدس) حيث أسس داوود عاصمته الملكية، وقد استخدمت كلمة صهيون أيضا للإشارة إلى القدس كلها.
ذكر صهيون أول مرة في العهد القديم منطقةً قام عليها حصن لليبوسيين وقعت لاحقاً في يد العبرانيين لتتحول لمدينة داوود (2 صموئيل 5: 7 و 1 أخبار 11: 5) ووضع على ذلك التل تابوت العهد فأصبحت أرضاً مقدسة (2 صموئيل 6: 10-12) ولكن التابوت نقل لهيكل سليمان بعد أن تمت عمارته على جبل المريا (1 ملوك 8: 1 و 2أخبار 3: 1 و 5: 2)، فمن هاذين النصين يستدل بأن صهيون والمريا مرتفعتين منفصلتين.
المصطلح صهيون اشتمل بعدها على جبل المريا أيضاً أي حيث أقيم الهيكل المقدس (اشعياء 8: 18 و 18: 7 و 24: 23 ويوحنا 3: 17) لهذا ذكرت صهيون حوالي 200 مرة في العهد القديم بينما لم يذكر المريا سوا مرتين فقط (تكوين 22: 2 و 2 أخبار 3: 1).
إذاً في العهد القديم ورد اسم صهيون غالباً للحديث عن أورشليم بمجملها وذلك بصورة شعرية أو نبوية (2 ملوك 19: 21 ومزامير 48 و 69: 35 و 133: 3 واشعياء 1: 8 وغيرها)، بينما في زمن المكابيين عرفت صهيون بأنها الرابية التي يقوم عليها هيكل سليمان فقط وليس مدينة أورشليم بكاملها (1 مكابيين 7: 32 و 33).
صهيون أو جبل صهيون (جبل النبي داود) في اليهودية هي مكان سكنى يهوه (الله) وستكون مركز خلاصه المسيحاني، وبالنسبة لليهود فإن صهيون هي وطن العبرانيين ورمزاً لآمالهم القومية، ومن هذه الكلمة جاء مصطلح الصهيونية.
يندر في العهد الجديد ذكر صهيون، ولكنها استخدمت في الأدب المسيحي بشكل عام للحديث عن أورشليم السماوية كرمز للمكان الذي سيسكنه الأبرار إلى الأبد بحسب المعتقد المسيحي.

## صهيون في الديانة الراستفارية
يعبر لفظ صهيون (بالإنجليزية: Zion)‏ عند الراستفاري عن المدينة الفاضلة التي يوجد فيها مكان يوتوبي إثيوبي مثالي لا يوجد به شرور.
واللفظ منتشر على إنه نقيض للفظ بابل (بالإنجليزية: Babylon)‏ حيث تجسد بابل الحضارة الغربية المستبدة والمكان الديستوبي الذي تعمه الشرور.